# Phimaen-Höhle
Koordinaten: 19° 34′ 4,1″ N, 98° 16′ 51,9″ O
Die Phimaen-Höhle (Geisterhöhle, Thai ถ้ำผีแมน, Tham Phi Maen) ist ein Teil des Höhlensystems der Tham Nam Lot (Thai: ถ้ำน้ำลอด, auch: Tham Lot Pang Mapha – ถ้ำลอดปางมะผ้า) im Landkreis Pang Mapha, Provinz Mae Hong Son in Nord-Thailand.
In dem Höhlensystem befinden sich archäologische Fundorte, es wurde zwischen 9000 und 5500 v. Chr. von Jägern und Sammlern der Hoabinhian bewohnt.

## Lage und Ausgrabungen

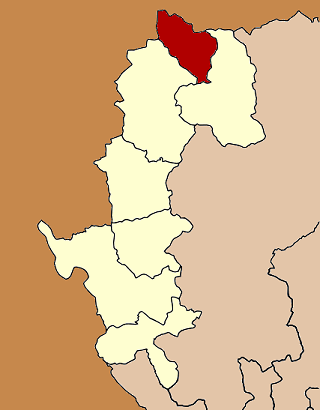
Amphoe Pang Mapha

Der Fundort liegt auf etwa 650 Metern Höhe in einer Hügelkette, etwa neun Kilometer vom nächsten Dorf Ban Lot entfernt. Er wurde von Chester Gorman in den 1960er Jahren archäologisch bearbeitet. Zwei weitere Fundorte liegen ebenfalls im Tham-Nam-Lot-Höhlensystem: die Banyan-Höhle (Banyan Valley Cave) und die Pa-Chan-Höhle (Steep Cliff Cave).

## Neolithikum und Landwirtschaft
Der Fundort wird in das Neolithikum datiert, das üblicherweise als der Abschluss der technologischen Entwicklung der Steinzeit angesehen wird. In dieser Zeit begann der gezielte Anbau von Pflanzen durch den Menschen. So fanden sich auch in der Phimaen-Höhle Spuren von Mandeln, Terminalia, Betel, Erbsen, Pfeffer, Gurken und Flaschenkürbissen. Diese Funde weichen zwar nicht von ihren natürlich vorkommenden verwandten Arten ab und sind deshalb eher als Ergebnis einer Sammler-Gesellschaft zu sehen, werden aber doch als wichtige Vorstufe des gezielten Anbaus von Nutzpflanzen in Südostasien angesehen.